# Janet Asimovová
Janet Opal Asimovová (nepřechýleně Janet Opal Asimov), rozená Janet Opal Jeppsonová (nepřechýleně Janet Opal Jeppson) (6. srpna 1926, Ashland, Pensylvánie – 25. února 2019) byla americká psychiatrička, psychoanalytička a spisovatelka science fiction. Byla druhou manželkou spisovatele Isaaca Asimova.

## Život
Bakalářský titul získala na Stanfordově univerzitě a doktorát na lékařské fakultě New York University. Po stáži na psychiatrii v nemocnici Bellevue absolvovala roku 1960 William Alanson White Institute of Psychoanalysis, kde pracovala jako psychoanalytička až do roku 1986. Roku 1973 se provdala za Isaaca Asimova a společně vytvořili řadu sci-fi knih pro mládež o robotu Norbym.

## Dílo

### Robot Norby
Norby Chronicles (Robot Norby) je románový cyklus pro mládež o učebním robotovi Norbym, kterého si pořídil čtrnáctiletý kadet Vesmírné akademie Jeff. Cykklus se skládá se z jedenácti románů, z nichž prvních deset napsala autorka společně se svým manželem:
- Norby, the Mixed-Up Robot (1983, Popletený robot Norby), učební robot Norby dokáže létat pomocí antigravitace i cestovat hyperprostorem, jenže je trochu popletený.
- Norby's Other Secret (1984, Norbyho další tajemství), děj románu se odehrává na planetě plné hladových draků a šílených robotů.
- Norby and the Lost Princess (1985).
- Norby and the Invaders (1985).
- Norby and the Queen's Necklace (1986).
- Norby Finds a Villain (1987).
- Norby Down to Earth (1988).
- Norby and Yobo's Great Adventure (1989).
- Norby and the Oldest Dragon (1990).
- Norby and the Court Jester (1991).
- Norby and the Terrified Taxi (1997), tento román napsala autorka sama po smrti svého manžela.

### Další romány
- The Second Experiment (1974), jako J. O. Jeppsonová.
- The Last Immortal (1980), jako J. O. Jeppsonová, pokračování románu The Second Experiment.
- Mind Transfer (1988), román se zabývá otázkami přenosu mysli člověka do androida (tzv. Mind uploading).
- The Package in Hyperspace (1988).
- Murder at the Galactic Writers' Society (1995).
- The House Where Isadora Danced (2009), jako J. O. Jeppsonová, historický román o Isadoře Duncanové.

### Povídky
- The Amulet of The Firegod (1985).
- Relics (1986).
- Low Hurdle (1988).
- The Human Condition (1988).
- The Cleanest Block in Town (1991).
- The Contagion (1991).
- Grimm Witchery (1993).
- Another Alice Universe (1995).
- Red Devil Statement (2000).

### Sbírky povídek
Autorka vydala dvě v podstatě totožné povídkové sbírky příběhů exkluzivního klubu Phrinks Anonymous, ve kterém jsou sdruženi psychiatři různých škol. Ti zde analyzují neobvyklé příběhy svých pacientů, z nichž některé nejsou zcela jistě z našeho světa.
- The Mysterious Cure, and Other Stories of Pshrinks Anonymous (1985), jako J. O. Jeppsonová.
- Pshrinks Anonymous (1990).

Povídkový cyklus se skládá z těchto příběhů: Positively the Last Pact With – The Devil? (1976), A Pestilence of Psychoanalysts (1980), The Beanstalk Analysis (1980), The Hotter Flash (1981), A Million Shades of Green (1981), Consternation & Empire (1981), The Time-Warp Trauma (1981), The Curious Consultation (1982), The Mysterious Cure (1982), The Horn of Elfland (1983),  The Ultimate Biofeedback Device (1983), Seasonal Special (1984), August Angst (1985) a The Noodge Factor (1985).